# جي بي أدريا موبيل 2024
جي بي أدريا موبيل 2024 هو سباق دراجات هوائية، وهو الموسم العاشر من جي بي أدريا موبيل، وأقيم في 24 مارس 2024 ضمن سباقات طواف أوروبا للدراجات 2024.
فاز بالمركز الأول Žak Eržen ‏، وفاز بالمركز الثاني ياكوب ماريكزكو، وفاز بالمركز الثالث Simone Buda ‏.

## الفرق
| فريق برو- Team Solution Tech–Vini Fantini ‏ فرق قارية (21)- أدريا موبيل 2024 ‏ - XDS Astana Development Team ‏ - توبفوركس لابيير 2024 ‏ - Biesse–Carrera ‏ - China Glory–Mentech Continental Cycling Team ‏ - Bahrain Victorious Development Team ‏ - دوكلا بانسكا بيستريتسا 2024 ‏ - إلكوف كاسبر 2024 ‏ - Epronex-Hungary Cycling Team ‏ - أندروني جوكاتولي-سيدرمك ‏ - Team Ljubljana Gusto Santic ‏ - مالوجا بوشبيكرز ‏ - Mazowsze Serce Polski ‏ - Novapor Speedbike‏ - Pierre Baguette Cycling ‏ - Q36.5 Continental Team ‏ - سانتيك ويباتيك 2024 ‏ - Cycling Team Kranj ‏ - Team Felt–Felbermayr ‏ - Universe Cycling Team ‏ - فوستر أيه تي إس تيم 2024 ‏ فريق وطني- فريق تركيا لركوب الدراجات للرجال‏ فرق أندية الدراجات (3)- KK Ribno Alpine Resort Bled‏ - mebloJOGI Pro-concrete‏ - Solme-Olmo‏ |  |
| |  |

## المشاركون
| أدريا موبيل ‏ ADR | أدريا موبيل ‏ ADR       | أدريا موبيل ‏ ADR |
| ---------------- | ---------------------- | ---------------- |
| م                | عداء                   | مرتبة            |
| 1                | Tilen Finkšt ‏          | 11               |
| 2                | Aljaž Turk‏             | 81               |
| 3                | Anže Skok ‏             | 25               |
| 4                | Ramazan Yilmaz‏         | لم يكمل السباق   |
| 5                | Barnabás Peák ‏         | 121              |
| 6                | Đorđe Đurić (cyclist) ‏ | 107              |

| Cycling Team Kranj ‏ SAK | Cycling Team Kranj ‏ SAK | Cycling Team Kranj ‏ SAK |
| ----------------------- | ----------------------- | ----------------------- |
| م                       | عداء                    | مرتبة                   |
| 11                      | Mihael Štajnar ‏         | 63                      |
| 12                      | Matic Žumer ‏            | 103                     |
| 14                      | Marcel Gladek ‏          | 23                      |
| 15                      | Gašper Otoničar‏         | 85                      |
| 16                      | Teo Pečnik‏              | 24                      |
| 17                      | SLO                     | 61                      |

| Team Ljubljana Gusto Santic ‏ LGS | Team Ljubljana Gusto Santic ‏ LGS | Team Ljubljana Gusto Santic ‏ LGS |
| -------------------------------- | -------------------------------- | -------------------------------- |
| م                                | عداء                             | مرتبة                            |
| 21                               | Viktor Potočki ‏ (طريق)           | 59                               |
| 26                               | Dylan Hopkins ‏                   | 14                               |
| 27                               | Andrew Sampson‏                   | 82                               |

| mebloJOGI Pro-concrete‏ ___ | mebloJOGI Pro-concrete‏ ___ | mebloJOGI Pro-concrete‏ ___ |
| -------------------------- | -------------------------- | -------------------------- |
| م                          | عداء                       | مرتبة                      |
| 31                         | Marko Pavlič ‏              | لم يكمل السباق             |
| 32                         | Gregor Matija Černe ‏       | 33                         |
| 33                         | Luka Turkulov ‏             | لم يكمل السباق             |

| China Glory–Mentech Continental Cycling Team ‏ CGC | China Glory–Mentech Continental Cycling Team ‏ CGC | China Glory–Mentech Continental Cycling Team ‏ CGC |
| ------------------------------------------------- | ------------------------------------------------- | ------------------------------------------------- |
| م                                                 | عداء                                              | مرتبة                                             |
| 41                                                | Ma Binyan ‏                                        | لم يكمل السباق                                    |
| 42                                                | Lü Xianjing ‏                                      | 42                                                |
| 43                                                | Su Haoyu ‏                                         | 88                                                |
| 45                                                | فيلي سميت                                         | 34                                                |
| 46                                                | ريناردت جانس فان رينسبورغ                         | 19                                                |
| 47                                                | لوكاس دي روسي                                     | 87                                                |

| Mazowsze Serce Polski ‏ MSP | Mazowsze Serce Polski ‏ MSP  | Mazowsze Serce Polski ‏ MSP |
| -------------------------- | --------------------------- | -------------------------- |
| م                          | عداء                        | مرتبة                      |
| 51                         | آلان باناسيك (طريق)         | لم يكمل السباق             |
| 52                         | Norbert Banaszek ‏           | 83                         |
| 53                         | Marcin Budziński (cyclist) ‏ | 5                          |
| 54                         | Michał Pomorski ‏            | 28                         |
| 55                         | ياكوب كازماريك              | 67                         |
| 56                         | Tobiasz Pawlak ‏             | 60                         |

| توبفوركس لابيير ‏ ATT | توبفوركس لابيير ‏ ATT | توبفوركس لابيير ‏ ATT |
| -------------------- | -------------------- | -------------------- |
| م                    | عداء                 | مرتبة                |
| 62                   | Matúš Štoček ‏        | 21                   |
| 65                   | Tomáš Jakoubek ‏      | 110                  |
| 66                   | Bartosz Rudyk ‏       | 64                   |
| 67                   | دومينيك نيومان ‏      | 18                   |

| إلكوف كاسبر ‏ EKA | إلكوف كاسبر ‏ EKA | إلكوف كاسبر ‏ EKA |
| ---------------- | ---------------- | ---------------- |
| م                | عداء             | مرتبة            |
| 71               | Lukáš Kubiš ‏     | 10               |
| 72               | Matěj Zahálka ‏   | 101              |
| 73               | Tomáš Obdržálek‏  | 97               |
| 74               | Jakub Ťoupalík ‏  | 36               |
| 75               | Tomáš Přidal ‏    | 57               |
| 76               | Daniel Mráz ‏     | لم يكمل السباق   |

| دوكلا بانسكا بيستريتسا ‏ DKB | دوكلا بانسكا بيستريتسا ‏ DKB | دوكلا بانسكا بيستريتسا ‏ DKB |
| --------------------------- | --------------------------- | --------------------------- |
| م                           | عداء                        | مرتبة                       |
| 81                          | Samuel Tuka‏                 | 54                          |
| 83                          | Dávid Kaško ‏                | لم يكمل السباق              |
| 84                          | Denis Hoza‏                  | 119                         |
| 85                          | Samuel Kováč‏                | 45                          |
| 86                          | Jakub Galovič‏               | 124                         |
| 87                          | SVK                         | 70                          |

| Epronex-Hungary Cycling Team ‏ EPR | Epronex-Hungary Cycling Team ‏ EPR | Epronex-Hungary Cycling Team ‏ EPR |
| --------------------------------- | --------------------------------- | --------------------------------- |
| م                                 | عداء                              | مرتبة                             |
| 91                                | Ádám Kristóf Karl ‏                | 15                                |
| 92                                | Balázs Rózsa ‏                     | 77                                |
| 94                                | Zsolt Istlstekker‏                 | لم يكمل السباق                    |
| 95                                | Byron Munton ‏                     | 109                               |

| Team Felt–Felbermayr ‏ RSW | Team Felt–Felbermayr ‏ RSW | Team Felt–Felbermayr ‏ RSW |
| ------------------------- | ------------------------- | ------------------------- |
| م                         | عداء                      | مرتبة                     |
| 101                       | Piotr Brożyna ‏            | 94                        |
| 102                       | ميغيل هايدمان ‏            | 93                        |
| 103                       | Michael Kukrle ‏           | 99                        |
| 104                       | Josef Dirnbauer‏           | 79                        |
| 105                       | Felix Ritzinger ‏          | 106                       |
| 106                       | Patryk Stosz ‏             | 6                         |

| Solme-Olmo‏ ___ | Solme-Olmo‏ ___  | Solme-Olmo‏ ___ |
| -------------- | --------------- | -------------- |
| م              | عداء            | مرتبة          |
| 111            | Simone Buda ‏    | 3              |
| 114            | Mattias Nordal ‏ | 105            |

| Biesse–Carrera ‏ BIE | Biesse–Carrera ‏ BIE   | Biesse–Carrera ‏ BIE |
| ------------------- | --------------------- | ------------------- |
| م                   | عداء                  | مرتبة               |
| 121                 | Nicolò Arrighetti‏     | 13                  |
| 122                 | Andrea d' Amato ‏      | لم يكمل السباق      |
| 123                 | Tommaso Dati ‏         | 120                 |
| 124                 | Francesco Galimberti ‏ | 51                  |
| 125                 | ITA                   | 76                  |
| 126                 | Andrea Montoli‏        | 44                  |
| 127                 | Nicolo Pettiti ‏       | 38                  |

| Bahrain Victorious Development Team ‏ CTF | Bahrain Victorious Development Team ‏ CTF | Bahrain Victorious Development Team ‏ CTF |
| ---------------------------------------- | ---------------------------------------- | ---------------------------------------- |
| م                                        | عداء                                     | مرتبة                                    |
| 131                                      | Marco Andreaus ‏                          | 48                                       |
| 132                                      | Thomas Capra‏                             | 26                                       |
| 133                                      | Roman Ermakov ‏                           | 53                                       |
| 134                                      | Žak Eržen ‏                               | 1                                        |
| 135                                      | Daniel Skerl ‏                            | 43                                       |
| 136                                      | أوليفر ستوكويل ‏                          | 90                                       |
| 137                                      | Max van der Meulen ‏                      | 74                                       |

| XDS Astana Development Team ‏ AQD | XDS Astana Development Team ‏ AQD | XDS Astana Development Team ‏ AQD |
| -------------------------------- | -------------------------------- | -------------------------------- |
| م                                | عداء                             | مرتبة                            |
| 141                              | Savelii Laptev ‏                  | 8                                |
| 142                              | Simone Zanini‏                    | 41                               |
| 143                              | Mattia Negrente ‏                 | 75                               |
| 144                              | Davide Toneatti ‏                 | 65                               |
| 145                              | Ruslan Yelyubayev ‏               | 29                               |
| 146                              | Artëm Fofonov‏                    | 30                               |
| 147                              | Max Walker (cyclist) ‏            | 17                               |

| Q36.5 Continental Team ‏ Q3C | Q36.5 Continental Team ‏ Q3C | Q36.5 Continental Team ‏ Q3C |
| --------------------------- | --------------------------- | --------------------------- |
| م                           | عداء                        | مرتبة                       |
| 151                         | Mirko Bozzola‏               | 20                          |
| 153                         | Nahom Zeray ‏                | لم يكمل السباق              |
| 154                         | Raffaele Mosca‏              | 37                          |
| 155                         | Manuel Oioli ‏               | 40                          |
| 156                         | Travis Stedman‏              | 22                          |

| Universe Cycling Team ‏ UNI | Universe Cycling Team ‏ UNI | Universe Cycling Team ‏ UNI |
| -------------------------- | -------------------------- | -------------------------- |
| م                          | عداء                       | مرتبة                      |
| 161                        | Lars Quaedvlieg ‏           | 46                         |
| 162                        | Bart Buijk‏                 | 117                        |
| 163                        | Jarri Stravers‏             | 111                        |
| 164                        | Jeen de Jong ‏              | 66                         |
| 165                        | Roy Duijvesteijn‏           | لم يكمل السباق             |
| 166                        | NED                        | 115                        |
| 167                        | Sjors Handgraaf‏            | 125                        |

| ويباتيك مركس 7 آر ‏ SWT | ويباتيك مركس 7 آر ‏ SWT | ويباتيك مركس 7 آر ‏ SWT |
| ---------------------- | ---------------------- | ---------------------- |
| م                      | عداء                   | مرتبة                  |
| 171                    | Ferdinand Beirig‏       | 112                    |
| 172                    | Piotr Pękala ‏          | 98                     |
| 173                    | Jonas Messerschmidt‏    | 71                     |
| 174                    | Bartłomiej Proć ‏       | 9                      |
| 175                    | Kacper Maciejuk‏        | 47                     |
| 176                    | Nick Bangert‏           | لم يبدأ                |
| 177                    | Laurin Gabelica‏        | لم يكمل السباق         |

| Team Solution Tech–Vini Fantini ‏ COR | Team Solution Tech–Vini Fantini ‏ COR | Team Solution Tech–Vini Fantini ‏ COR |
| ------------------------------------ | ------------------------------------ | ------------------------------------ |
| م                                    | عداء                                 | مرتبة                                |
| 181                                  | Kyrylo Tsarenko ‏                     | 100                                  |
| 182                                  | ياكوب ماريكزكو                       | 2                                    |
| 183                                  | Marco Murgano ‏                       | 96                                   |
| 184                                  | أتيليو فيفياني ‏                      | 95                                   |
| 185                                  | Giulio Masotto ‏                      | لم يكمل السباق                       |
| 186                                  | Simone Olivero ‏                      | 92                                   |
| 187                                  | Samuele Zambelli ‏                    | 91                                   |

| مالوجا بوشبيكرز ‏ PBS | مالوجا بوشبيكرز ‏ PBS | مالوجا بوشبيكرز ‏ PBS |
| -------------------- | -------------------- | -------------------- |
| م                    | عداء                 | مرتبة                |
| 191                  | Philip Weber ‏        | لم يكمل السباق       |
| 192                  | Felix James Meo‏      | 86                   |
| 193                  | ماتياس مالمبيرغ ‏     | لم يكمل السباق       |
| 194                  | Patrick Reißig ‏      | 50                   |
| 195                  | GER                  | لم يبدأ              |

| Novapor Speedbike‏ NST | Novapor Speedbike‏ NST    | Novapor Speedbike‏ NST |
| --------------------- | ------------------------ | --------------------- |
| م                     | عداء                     | مرتبة                 |
| 202                   | Lukas Sulaj Kloppenborg ‏ | لم يكمل السباق        |
| 205                   | Jorre Debaele‏            | 56                    |

| Pierre Baguette Cycling ‏ PBC | Pierre Baguette Cycling ‏ PBC | Pierre Baguette Cycling ‏ PBC |
| ---------------------------- | ---------------------------- | ---------------------------- |
| م                            | عداء                         | مرتبة                        |
| 211                          | Daniel Vysočan‏               | 58                           |
| 212                          | Tomáš Kalojíros ‏             | 49                           |
| 213                          | Andrej Liska ‏                | 84                           |
| 214                          | Martin Voltr ‏                | 123                          |
| 216                          | CZE                          | 4                            |

| GW–Shimano ‏ ___ | GW–Shimano ‏ ___          | GW–Shimano ‏ ___ |
| --------------- | ------------------------ | --------------- |
| م               | عداء                     | مرتبة           |
| 221             | Adrián Bustamante ‏       | 27              |
| 222             | Andrés Mancipe‏           | 16              |
| 223             | أليخاندرو أوسوريو (طريق) | 102             |
| 224             | Diego Pescador ‏          | 55              |
| 225             | Edgar Pinzón ‏            | لم يكمل السباق  |
| 227             | Juan Sebastian Pinilla‏   | 122             |

| فوستر أيه تي إس تيم ‏ VOS | فوستر أيه تي إس تيم ‏ VOS | فوستر أيه تي إس تيم ‏ VOS |
| ------------------------ | ------------------------ | ------------------------ |
| م                        | عداء                     | مرتبة                    |
| 231                      | Artur Sowiński ‏          | 78                       |
| 232                      | Piotr Maślak ‏            | 62                       |
| 233                      | Mateusz Kostański ‏       | 31                       |
| 234                      | Radosław Frątczak ‏       | 7                        |
| 235                      | Antoni Olszar ‏           | 80                       |
| 236                      | Dawid Wika-Czarnowski‏    | 68                       |

| فريق تركيا لركوب الدراجات للرجال‏ TUR | فريق تركيا لركوب الدراجات للرجال‏ TUR | فريق تركيا لركوب الدراجات للرجال‏ TUR |
| ------------------------------------ | ------------------------------------ | ------------------------------------ |
| م                                    | عداء                                 | مرتبة                                |
| 251                                  | Mustafa Ayyorkun‏                     | لم يكمل السباق                       |
| 252                                  | أحمد أوركين                          | 72                                   |
| 253                                  | Emir Uzun‏                            | 118                                  |
| 254                                  | Samet Bulut ‏                         | 73                                   |
| 255                                  | Kaan Ozkalbim‏                        | لم يكمل السباق                       |
| 256                                  | Mustafa Tarakci‏                      | لم يكمل السباق                       |
| 257                                  | Yunus Emre Yılmaz‏                    | لم يكمل السباق                       |

| أدريا موبيل ‏ ADR | أدريا موبيل ‏ ADR       | أدريا موبيل ‏ ADR |
| ---------------- | ---------------------- | ---------------- |
| م                | عداء                   | مرتبة            |
| 1                | Tilen Finkšt ‏          | 11               |
| 2                | Aljaž Turk‏             | 81               |
| 3                | Anže Skok ‏             | 25               |
| 4                | Ramazan Yilmaz‏         | لم يكمل السباق   |
| 5                | Barnabás Peák ‏         | 121              |
| 6                | Đorđe Đurić (cyclist) ‏ | 107              |

| Cycling Team Kranj ‏ SAK | Cycling Team Kranj ‏ SAK | Cycling Team Kranj ‏ SAK |
| ----------------------- | ----------------------- | ----------------------- |
| م                       | عداء                    | مرتبة                   |
| 11                      | Mihael Štajnar ‏         | 63                      |
| 12                      | Matic Žumer ‏            | 103                     |
| 14                      | Marcel Gladek ‏          | 23                      |
| 15                      | Gašper Otoničar‏         | 85                      |
| 16                      | Teo Pečnik‏              | 24                      |
| 17                      | SLO                     | 61                      |

| Team Ljubljana Gusto Santic ‏ LGS | Team Ljubljana Gusto Santic ‏ LGS | Team Ljubljana Gusto Santic ‏ LGS |
| -------------------------------- | -------------------------------- | -------------------------------- |
| م                                | عداء                             | مرتبة                            |
| 21                               | Viktor Potočki ‏ (طريق)           | 59                               |
| 26                               | Dylan Hopkins ‏                   | 14                               |
| 27                               | Andrew Sampson‏                   | 82                               |

| mebloJOGI Pro-concrete‏ ___ | mebloJOGI Pro-concrete‏ ___ | mebloJOGI Pro-concrete‏ ___ |
| -------------------------- | -------------------------- | -------------------------- |
| م                          | عداء                       | مرتبة                      |
| 31                         | Marko Pavlič ‏              | لم يكمل السباق             |
| 32                         | Gregor Matija Černe ‏       | 33                         |
| 33                         | Luka Turkulov ‏             | لم يكمل السباق             |

| China Glory–Mentech Continental Cycling Team ‏ CGC | China Glory–Mentech Continental Cycling Team ‏ CGC | China Glory–Mentech Continental Cycling Team ‏ CGC |
| ------------------------------------------------- | ------------------------------------------------- | ------------------------------------------------- |
| م                                                 | عداء                                              | مرتبة                                             |
| 41                                                | Ma Binyan ‏                                        | لم يكمل السباق                                    |
| 42                                                | Lü Xianjing ‏                                      | 42                                                |
| 43                                                | Su Haoyu ‏                                         | 88                                                |
| 45                                                | فيلي سميت                                         | 34                                                |
| 46                                                | ريناردت جانس فان رينسبورغ                         | 19                                                |
| 47                                                | لوكاس دي روسي                                     | 87                                                |

| Mazowsze Serce Polski ‏ MSP | Mazowsze Serce Polski ‏ MSP  | Mazowsze Serce Polski ‏ MSP |
| -------------------------- | --------------------------- | -------------------------- |
| م                          | عداء                        | مرتبة                      |
| 51                         | آلان باناسيك (طريق)         | لم يكمل السباق             |
| 52                         | Norbert Banaszek ‏           | 83                         |
| 53                         | Marcin Budziński (cyclist) ‏ | 5                          |
| 54                         | Michał Pomorski ‏            | 28                         |
| 55                         | ياكوب كازماريك              | 67                         |
| 56                         | Tobiasz Pawlak ‏             | 60                         |

| توبفوركس لابيير ‏ ATT | توبفوركس لابيير ‏ ATT | توبفوركس لابيير ‏ ATT |
| -------------------- | -------------------- | -------------------- |
| م                    | عداء                 | مرتبة                |
| 62                   | Matúš Štoček ‏        | 21                   |
| 65                   | Tomáš Jakoubek ‏      | 110                  |
| 66                   | Bartosz Rudyk ‏       | 64                   |
| 67                   | دومينيك نيومان ‏      | 18                   |

| إلكوف كاسبر ‏ EKA | إلكوف كاسبر ‏ EKA | إلكوف كاسبر ‏ EKA |
| ---------------- | ---------------- | ---------------- |
| م                | عداء             | مرتبة            |
| 71               | Lukáš Kubiš ‏     | 10               |
| 72               | Matěj Zahálka ‏   | 101              |
| 73               | Tomáš Obdržálek‏  | 97               |
| 74               | Jakub Ťoupalík ‏  | 36               |
| 75               | Tomáš Přidal ‏    | 57               |
| 76               | Daniel Mráz ‏     | لم يكمل السباق   |

| دوكلا بانسكا بيستريتسا ‏ DKB | دوكلا بانسكا بيستريتسا ‏ DKB | دوكلا بانسكا بيستريتسا ‏ DKB |
| --------------------------- | --------------------------- | --------------------------- |
| م                           | عداء                        | مرتبة                       |
| 81                          | Samuel Tuka‏                 | 54                          |
| 83                          | Dávid Kaško ‏                | لم يكمل السباق              |
| 84                          | Denis Hoza‏                  | 119                         |
| 85                          | Samuel Kováč‏                | 45                          |
| 86                          | Jakub Galovič‏               | 124                         |
| 87                          | SVK                         | 70                          |

| Epronex-Hungary Cycling Team ‏ EPR | Epronex-Hungary Cycling Team ‏ EPR | Epronex-Hungary Cycling Team ‏ EPR |
| --------------------------------- | --------------------------------- | --------------------------------- |
| م                                 | عداء                              | مرتبة                             |
| 91                                | Ádám Kristóf Karl ‏                | 15                                |
| 92                                | Balázs Rózsa ‏                     | 77                                |
| 94                                | Zsolt Istlstekker‏                 | لم يكمل السباق                    |
| 95                                | Byron Munton ‏                     | 109                               |

| Team Felt–Felbermayr ‏ RSW | Team Felt–Felbermayr ‏ RSW | Team Felt–Felbermayr ‏ RSW |
| ------------------------- | ------------------------- | ------------------------- |
| م                         | عداء                      | مرتبة                     |
| 101                       | Piotr Brożyna ‏            | 94                        |
| 102                       | ميغيل هايدمان ‏            | 93                        |
| 103                       | Michael Kukrle ‏           | 99                        |
| 104                       | Josef Dirnbauer‏           | 79                        |
| 105                       | Felix Ritzinger ‏          | 106                       |
| 106                       | Patryk Stosz ‏             | 6                         |

| Solme-Olmo‏ ___ | Solme-Olmo‏ ___  | Solme-Olmo‏ ___ |
| -------------- | --------------- | -------------- |
| م              | عداء            | مرتبة          |
| 111            | Simone Buda ‏    | 3              |
| 114            | Mattias Nordal ‏ | 105            |

| Biesse–Carrera ‏ BIE | Biesse–Carrera ‏ BIE   | Biesse–Carrera ‏ BIE |
| ------------------- | --------------------- | ------------------- |
| م                   | عداء                  | مرتبة               |
| 121                 | Nicolò Arrighetti‏     | 13                  |
| 122                 | Andrea d' Amato ‏      | لم يكمل السباق      |
| 123                 | Tommaso Dati ‏         | 120                 |
| 124                 | Francesco Galimberti ‏ | 51                  |
| 125                 | ITA                   | 76                  |
| 126                 | Andrea Montoli‏        | 44                  |
| 127                 | Nicolo Pettiti ‏       | 38                  |

| Bahrain Victorious Development Team ‏ CTF | Bahrain Victorious Development Team ‏ CTF | Bahrain Victorious Development Team ‏ CTF |
| ---------------------------------------- | ---------------------------------------- | ---------------------------------------- |
| م                                        | عداء                                     | مرتبة                                    |
| 131                                      | Marco Andreaus ‏                          | 48                                       |
| 132                                      | Thomas Capra‏                             | 26                                       |
| 133                                      | Roman Ermakov ‏                           | 53                                       |
| 134                                      | Žak Eržen ‏                               | 1                                        |
| 135                                      | Daniel Skerl ‏                            | 43                                       |
| 136                                      | أوليفر ستوكويل ‏                          | 90                                       |
| 137                                      | Max van der Meulen ‏                      | 74                                       |

| XDS Astana Development Team ‏ AQD | XDS Astana Development Team ‏ AQD | XDS Astana Development Team ‏ AQD |
| -------------------------------- | -------------------------------- | -------------------------------- |
| م                                | عداء                             | مرتبة                            |
| 141                              | Savelii Laptev ‏                  | 8                                |
| 142                              | Simone Zanini‏                    | 41                               |
| 143                              | Mattia Negrente ‏                 | 75                               |
| 144                              | Davide Toneatti ‏                 | 65                               |
| 145                              | Ruslan Yelyubayev ‏               | 29                               |
| 146                              | Artëm Fofonov‏                    | 30                               |
| 147                              | Max Walker (cyclist) ‏            | 17                               |

| Q36.5 Continental Team ‏ Q3C | Q36.5 Continental Team ‏ Q3C | Q36.5 Continental Team ‏ Q3C |
| --------------------------- | --------------------------- | --------------------------- |
| م                           | عداء                        | مرتبة                       |
| 151                         | Mirko Bozzola‏               | 20                          |
| 153                         | Nahom Zeray ‏                | لم يكمل السباق              |
| 154                         | Raffaele Mosca‏              | 37                          |
| 155                         | Manuel Oioli ‏               | 40                          |
| 156                         | Travis Stedman‏              | 22                          |

| Universe Cycling Team ‏ UNI | Universe Cycling Team ‏ UNI | Universe Cycling Team ‏ UNI |
| -------------------------- | -------------------------- | -------------------------- |
| م                          | عداء                       | مرتبة                      |
| 161                        | Lars Quaedvlieg ‏           | 46                         |
| 162                        | Bart Buijk‏                 | 117                        |
| 163                        | Jarri Stravers‏             | 111                        |
| 164                        | Jeen de Jong ‏              | 66                         |
| 165                        | Roy Duijvesteijn‏           | لم يكمل السباق             |
| 166                        | NED                        | 115                        |
| 167                        | Sjors Handgraaf‏            | 125                        |

| ويباتيك مركس 7 آر ‏ SWT | ويباتيك مركس 7 آر ‏ SWT | ويباتيك مركس 7 آر ‏ SWT |
| ---------------------- | ---------------------- | ---------------------- |
| م                      | عداء                   | مرتبة                  |
| 171                    | Ferdinand Beirig‏       | 112                    |
| 172                    | Piotr Pękala ‏          | 98                     |
| 173                    | Jonas Messerschmidt‏    | 71                     |
| 174                    | Bartłomiej Proć ‏       | 9                      |
| 175                    | Kacper Maciejuk‏        | 47                     |
| 176                    | Nick Bangert‏           | لم يبدأ                |
| 177                    | Laurin Gabelica‏        | لم يكمل السباق         |

| Team Solution Tech–Vini Fantini ‏ COR | Team Solution Tech–Vini Fantini ‏ COR | Team Solution Tech–Vini Fantini ‏ COR |
| ------------------------------------ | ------------------------------------ | ------------------------------------ |
| م                                    | عداء                                 | مرتبة                                |
| 181                                  | Kyrylo Tsarenko ‏                     | 100                                  |
| 182                                  | ياكوب ماريكزكو                       | 2                                    |
| 183                                  | Marco Murgano ‏                       | 96                                   |
| 184                                  | أتيليو فيفياني ‏                      | 95                                   |
| 185                                  | Giulio Masotto ‏                      | لم يكمل السباق                       |
| 186                                  | Simone Olivero ‏                      | 92                                   |
| 187                                  | Samuele Zambelli ‏                    | 91                                   |

| مالوجا بوشبيكرز ‏ PBS | مالوجا بوشبيكرز ‏ PBS | مالوجا بوشبيكرز ‏ PBS |
| -------------------- | -------------------- | -------------------- |
| م                    | عداء                 | مرتبة                |
| 191                  | Philip Weber ‏        | لم يكمل السباق       |
| 192                  | Felix James Meo‏      | 86                   |
| 193                  | ماتياس مالمبيرغ ‏     | لم يكمل السباق       |
| 194                  | Patrick Reißig ‏      | 50                   |
| 195                  | GER                  | لم يبدأ              |

| Novapor Speedbike‏ NST | Novapor Speedbike‏ NST    | Novapor Speedbike‏ NST |
| --------------------- | ------------------------ | --------------------- |
| م                     | عداء                     | مرتبة                 |
| 202                   | Lukas Sulaj Kloppenborg ‏ | لم يكمل السباق        |
| 205                   | Jorre Debaele‏            | 56                    |

| Pierre Baguette Cycling ‏ PBC | Pierre Baguette Cycling ‏ PBC | Pierre Baguette Cycling ‏ PBC |
| ---------------------------- | ---------------------------- | ---------------------------- |
| م                            | عداء                         | مرتبة                        |
| 211                          | Daniel Vysočan‏               | 58                           |
| 212                          | Tomáš Kalojíros ‏             | 49                           |
| 213                          | Andrej Liska ‏                | 84                           |
| 214                          | Martin Voltr ‏                | 123                          |
| 216                          | CZE                          | 4                            |

| GW–Shimano ‏ ___ | GW–Shimano ‏ ___          | GW–Shimano ‏ ___ |
| --------------- | ------------------------ | --------------- |
| م               | عداء                     | مرتبة           |
| 221             | Adrián Bustamante ‏       | 27              |
| 222             | Andrés Mancipe‏           | 16              |
| 223             | أليخاندرو أوسوريو (طريق) | 102             |
| 224             | Diego Pescador ‏          | 55              |
| 225             | Edgar Pinzón ‏            | لم يكمل السباق  |
| 227             | Juan Sebastian Pinilla‏   | 122             |

| فوستر أيه تي إس تيم ‏ VOS | فوستر أيه تي إس تيم ‏ VOS | فوستر أيه تي إس تيم ‏ VOS |
| ------------------------ | ------------------------ | ------------------------ |
| م                        | عداء                     | مرتبة                    |
| 231                      | Artur Sowiński ‏          | 78                       |
| 232                      | Piotr Maślak ‏            | 62                       |
| 233                      | Mateusz Kostański ‏       | 31                       |
| 234                      | Radosław Frątczak ‏       | 7                        |
| 235                      | Antoni Olszar ‏           | 80                       |
| 236                      | Dawid Wika-Czarnowski‏    | 68                       |

| فريق تركيا لركوب الدراجات للرجال‏ TUR | فريق تركيا لركوب الدراجات للرجال‏ TUR | فريق تركيا لركوب الدراجات للرجال‏ TUR |
| ------------------------------------ | ------------------------------------ | ------------------------------------ |
| م                                    | عداء                                 | مرتبة                                |
| 251                                  | Mustafa Ayyorkun‏                     | لم يكمل السباق                       |
| 252                                  | أحمد أوركين                          | 72                                   |
| 253                                  | Emir Uzun‏                            | 118                                  |
| 254                                  | Samet Bulut ‏                         | 73                                   |
| 255                                  | Kaan Ozkalbim‏                        | لم يكمل السباق                       |
| 256                                  | Mustafa Tarakci‏                      | لم يكمل السباق                       |
| 257                                  | Yunus Emre Yılmaz‏                    | لم يكمل السباق                       |

## التصنيف العام النهائي
| التصنيف العام         | التصنيف العام               | التصنيف العام                        | التصنيف العام | التصنيف العام |
| العداء                | العداء                      | الفريق                               | الوقت         |               |
| --------------------- | --------------------------- | ------------------------------------ | ------------- | ------------- |
| 1                     | Žak Eržen ‏                  | Bahrain Victorious Development Team ‏ | 4 س 02 د 22 ث |               |
| 2                     | ياكوب ماريكزكو              | Team Solution Tech–Vini Fantini ‏     | + 0 ث         |               |
| 3                     | Simone Buda ‏                | Solme-Olmo‏                           | + 0 ث         |               |
| 4                     | جمهورية التشيك              | Pierre Baguette Cycling ‏             | + 0 ث         |               |
| 5                     | Marcin Budziński (cyclist) ‏ | Mazowsze Serce Polski ‏               | + 0 ث         |               |
| 6                     | Patryk Stosz ‏               | Team Felt–Felbermayr ‏                | + 0 ث         |               |
| 7                     | Radosław Frątczak ‏          | فوستر أيه تي إس تيم ‏                 | + 0 ث         |               |
| 8                     | Savelii Laptev ‏             | XDS Astana Development Team ‏         | + 0 ث         |               |
| 9                     | Bartłomiej Proć ‏            | ويباتيك مركس 7 آر ‏                   | + 0 ث         |               |
| 10                    | Lukáš Kubiš ‏                | إلكوف كاسبر ‏                         | + 0 ث         |               |
|                       |                             |                                      |               |               |
| مصدر: ProCyclingStats |                             |                                      |               |               |

## وصلات خارجية
- لمحة عن سباق جي بي أدريا موبيل 2024 على موقع  ProCyclingStats   (برو  سايكلنج  ستاتس) - إحصاءات  محترفي  الدراجات.
- جي بي أدريا موبيل 2024 على موقع إحصائيات الدراجات الإحترافية (الإنجليزية)